# 잭 헨드리
잭 윌리엄 헨드리(영어: Jack William Hendry, 1995년 5월 7일 ~ )는 사우디 프로페셔널리그 클럽 알이티파크와 스코틀랜드 국가대표팀에서
센터백으로 활약하는 스코틀랜드의 프로 축구 선수이다.
그는 이전에 파틱 시슬, 위건 애슬레틱, 던디, 셀틱, 그리고 KV 오스텐더에서 뛰었다. 또한 슈루즈베리 타운, 밀턴킨스 던스, A리그 멘 클럽 멜버른 시티, 그리고 세리에 A 클럽 크레모네세에서 임대 생활을 했다.

## 어린 시절
헨드리는 글래스고에서 태어났다. 그는 셀틱과 피터버러 유나이티드에서 유소년 선수로 활약했다. 그는 2013년에 던디 유나이티드에 입단하여 시범 경기를 치렀고, 이후 그들과 계약을 맺었지만, 감염성 단핵구증으로 인해 그곳에서의 시간이 크게 단축되었다.

## 구단 경력

### 파틱 시슬
헨드리는 2014년 8월에 파틱 시슬에 합류했다. 그는 시슬의 개발 팀에 자주 합류했으며, 2015년 5월 23일, 퍼 파크에서 열린 머더웰과의 무득점 무승부 경기에서 2014-15년 시즌 마지막 날 팀 데뷔 전을 치렀다.

### 위건 애슬레틱
2015년 9월 1일, 헨드리는 위건 애슬레틱과 계약했다. 그는 2016년 3월, 시즌이 끝날 때까지 리그 원 팀 슈루즈베리 타운에 임대로 합류했다.
2016년 8월 31일, 헨드리는 2017년 1월까지 리그 원 팀인 밀턴킨스 던스에 임대로 합류했다. 2016년 10월 4일, 헨드리는 밀턴킨스 던스 소속으로 데뷔했으며, 피터버러 유나이티드와의 원정 EFL 트로피 조별 리그 경기에서 0-1로 승리했다.

### 던디
헨드리는 2017년 7월에 던디와 2년 계약을 체결했다. 그는 정기적으로 경기에 출전하여 2017-18년 시즌 전반기에 던디의 핵심 선수가 되었다. 던디는 2018년 1월에 셀틱의 헨드리 영입 제안을 거절한 후, 1월 31일에 클럽 기록에 남는 이적료에 합의했다.

### 셀틱
셀틱은 2018년 1월 31일, 헨드리와 4년 반 계약을 체결했다. 그는 2월 3일, 킬마녹과의 원정 경기에서 1-0으로 패배하며 클럽 데뷔 전을 치렀다.

### 알이티파크
2023년 7월 26일, 헨드리는 셀틱의 전 팀 동료 무사 뎀벨레와 함께 사우디아라비아 클럽 알이티파크와 2026년까지 계약했다.

## 국가대표팀 경력
2018년 3월, 헨드리는 코스타리카와 헝가리와의 친선 경기에서 스코틀랜드 국가대표팀에 처음으로 소집되었다. 그는 3월 27일, 헝가리를 상대로 1-0 승리를 거두며 스코틀랜드 데뷔 전을 치렀다. 헨드리는 벨기에 프로 리그에서 KV 오스텐더에서 좋은 활약을 펼친 후 2021년 3월에 국가대표팀에 소집되었다. 그 후 그는 지연된 UEFA 유로 2020 결승전을 위해 스코틀랜드 국가대표팀에 선발되었고, 네덜란드와의 대회 전 친선 경기에서 첫 국제 경기 골을 기록했다.
헨드리는 2022년 9월 23일, UEFA 네이션스리그에서 아일랜드를 상대로 결정적인 동점골을 넣었다. 스코틀랜드는 라이언 크리스티가 스코틀랜드의 또 다른 골을 넣으며 2-1로 승리했다.
2024년 6월 7일, 헨드리는 독일에서 열리는 UEFA 유로 2024 결승전에 출전할 스코틀랜드 국가대표팀에 발탁되었다. 일주일 후, 그는 대회 개막전에 선발 출전했지만, 스코틀랜드는 개최국 독일에게 5-1로 패했다. 그는 스위스와 헝가리를 상대로 선발 출전하여 스코틀랜드가 3경기에서 승점 1점을 획득하며 A조 최하위를 기록했다.